# Henry Mainwaring
Sir Henry Mainwaring (1587-1653) fue un abogado, soldado, escritor, marino y político inglés. Durante una parte de su vida se dedicó a la piratería desde su base en la isla de Terranova, hasta que fue indultado y pasó a servir como oficial en la Royal Navy. Entre 1621 y 1622 ocupó un escaño en la Cámara de los Comunes, y apoyó la causa realista en las guerras civiles inglesas.

## Biografía

### Juventud
Mainwaring nació en Ightfield, una pequeña localidad del condado de Shropshire, como segundo vástago de sir George Mainwaring y su esposa Anne, la hija de sir William More, primer vicealmirante de Sussex y propietario de la casa solariega de Loseley Park, en Surrey. Henry se graduó en el Brasenose College de la Universidad de Oxford, donde recibió un bachiller en Derecho a los 15 años, en 1602. Se desempeñó entonces como abogado litigante –fue admitido en 1604 en el Inner Temple–, soldado –posiblemente en los Países Bajos–, marinero y autor –como pupilo del poeta y teólogo John Davies de Hereford– antes de convertirse en pirata.

### De cazapiratas a pirata
En 1610, a la edad de 24 años, recibió por parte del lord gran almirante Charles Howard la misión de arrestar al célebre «archipirata» de Terranova, Peter Easton, del cual se temía que estuviera acechando en torno al canal de Brístol. Este encargo pudo haber sido solo un conveniente pretexto para que la fuertemente armada Resistance, la pequeña pero veloz nave de Mainwaring, comenzase a hostigar a las embarcaciones españolas, pues esa fue la intención que el capitán inglés anunció que tenía a su dotación en cuanto alcanzaron el estrecho de Gibraltar.
Para 1614 disponía ya de un escuadrón naval, con el que partió hacia Terranova en la creencia de que sería un buen lugar donde reclutar una tripulación de piratas y reabastecer sus barcos, pues de hecho empleó la antigua base de Easton en Harbour Grace, Canadá, y la tomó para sí, lanzando incursiones desde ella en busca de navíos españoles, portugueses y franceses. El 4 de junio de aquel mismo año, ocho de sus buques esquilmaron una flota pesquera del bacalao en las proximidades de su base, apropiándose de sus provisiones y llevándose consigo a carpinteros y marinos. De entre estos últimos, escogió a uno de cada seis, uniéndose voluntariamente a él 400 hombres y otros tantos por la fuerza. Una expedición alrededor del litoral de la península ibérica logró abordar primero una nave portuguesa y saquear su cargamento de vino, y más tarde le siguió una presa francesa, de la que se tomaron 10 000 pescados secos de su bodega.
Los españoles, por su parte, aprovecharon la ausencia de la escuadra del inglés para organizar un asalto contra su reducto principal, La Mamora. La flota de castigo, dirigida por el capitán general de la Armada del Mar Océano Luis Fajardo y Chacón, partió desde Cádiz y arribó ante la ciudad portuaria, situada en la costa atlántica de Marruecos, el 1 de agosto. La Mamora sucumbió apenas sin lucha, y aunque su pérdida fue un revés para Mainwaring, la Monarquía Hispánica le consideraba una amenaza tan considerable que aún le ofreció, infructuosamente, el indulto y un cargo destacado a cambio de sus servicios bajo pabellón español.

### El robo delPavón Dorado
El 30 de mayo de 1614 tuvo lugar en la ciudad murciana de Cartagena una audaz acción que ha sido relacionada con Henry Mainwaring. Cuatro días antes de los acontecimientos, había penetrado en su bahía un barco de guerra sin pabellón que lo identificara pero que, al situarse al alcance de los cañones de la plaza, no despertó la desconfianza de las autoridades locales. Cualquier sospecha fue neutralizada además cuando su capitán mostró unas credenciales supuestamente emitidas por el duque Carlos Manuel I de Saboya y una carta dirigida a su hijo Manuel Filiberto, quien había recalado en la ciudad una semana antes.
En aquel tiempo estaba anclada en el puerto una urca mercante alemana, bautizada como El Pavón Dorado y cargada de barrilla, pieles y otras existencias con destino a Venecia. El día 30, el barco de guerra abandonó el puerto y se situó fuera de la bahía, donde permaneció inactivo hasta las ocho de la tarde. Entonces, su tripulación embarcó armada en varias lanchas que fueron conducidas discretamente hacia la urca germana, pasando a abordarla y arremeter contra su sorprendida marinería. Una vez fue rendida esta, los piratas partieron con el mercante hacia mar abierto ante la impotencia de los mandatarios cartageneros, que no disponían siquiera de naves apropiadas con las que perseguir a los forajidos.
La estratagema, que puso en manos de los bandidos marítimos un botín valorado en 20 000 ducados, reveló las carencias defensivas de Cartagena y ha sido asociada al grupo de Mainwaring por el historiador español Velasco Hernández (2012), quien señala la circunstancia de que El Pavón Dorado fuera una de las embarcaciones incautadas por la expedición del capitán general Fajardo de tres meses después contra La Mamora, la base de operaciones más importante del pirata inglés. Sin embargo, no es seguro que fuera él mismo quien encabezase el ardid, pues las fuentes le sitúan en Terranova en aquellas fechas.

### Indulto y servicio en laRoyal Navy
Las actividades piráticas de Mainwaring continuaron hasta casi quebrar la frágil paz entre Inglaterra, España y Portugal, a lo que el rey Jacobo I reaccionó amenazando con despachar a la marina inglesa tras él. Esto no impidió sin embargo que en 1616 fuese otorgado al pirata un indulto real en recompensa por haber auxiliado a la flota comercial de Terranova cerca de Gibraltar.
Mainwaring escribió un libro sobre la piratería y su supresión —Discourse of Pirates, 1618—, cuyo manuscrito se conserva en el Museo Británico. En él, reflexiona sobre qué lleva a un hombre desesperado a convertirse en pirata, y aconseja al monarca no conceder indultos contra estos criminales. Pese a las protestas del embajador español, Jacobo I designó rápidamente a Mainwaring como su representante ante la República de Venecia.
El expirata fue nombrado caballero en Woking el 20 de marzo de 1618, comisionado en la Royal Navy y elegido parlamentario por Dover en 1621. Poco antes de abandonar el servicio activo en la Marina en 1639, fue nombrado vicealmirante, y participó en las guerras civiles inglesas (1642-1651) como partidario del rey Carlos I, motivo por el cual tuvo que exiliarse en Francia. Murió en la pobreza, y fue enterrado en la iglesia de Saint Giles de Camberwell, Londres, el 15 de mayo de 1653.

## Familia
Mainwaring se casó con una hija de sir Thomas Gardiner en 1630, que falleció en 1633. Tuvo como hermanos a Arthur Mainwaring, trinchador del príncipe Enrique; George Mainwaring, defensor del castillo de Tong; y sir Thomas Mainwaring, recorder de Reading. La familia Mainwaring era antigua y distinguida, y probablemente había llegado a Inglaterra durante el reinado de Guillermo el Conquistador (1066-1087).